# Embers (album)
Embers è il primo album in studio da solista della cantante statunitense di origine pakistana Nadia Ali, pubblicato nel 2009.

## Tracce
1. Triangle – 5:41
2. Crash and Burn – 4:11
3. People – 4:49
4. Ride With Me – 3:30
5. Not Thinking – 3:03
6. Be Mine – 3:47
7. Silver Lining – 6:03
8. Point the Finger – 2:57
9. Mistakes – 3:54
10. Fine Print – 5:30
11. Promises – 3:59
12. Love Story – 4:05
13. Fantasy – 5:15